# Peter Stahrenberg

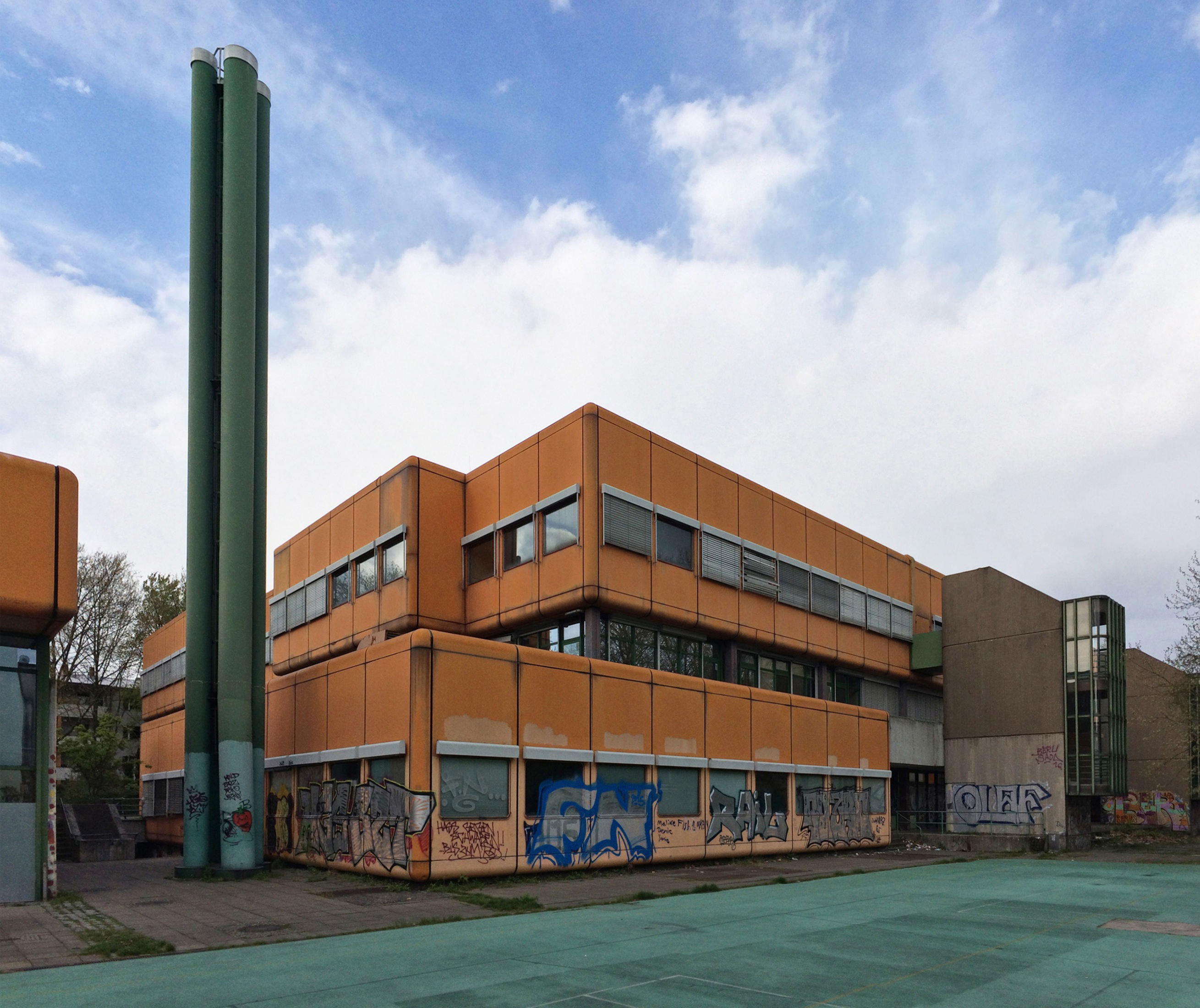
Ehemaliges Diesterweg-Gymnasium, seit 2011 leerstehend

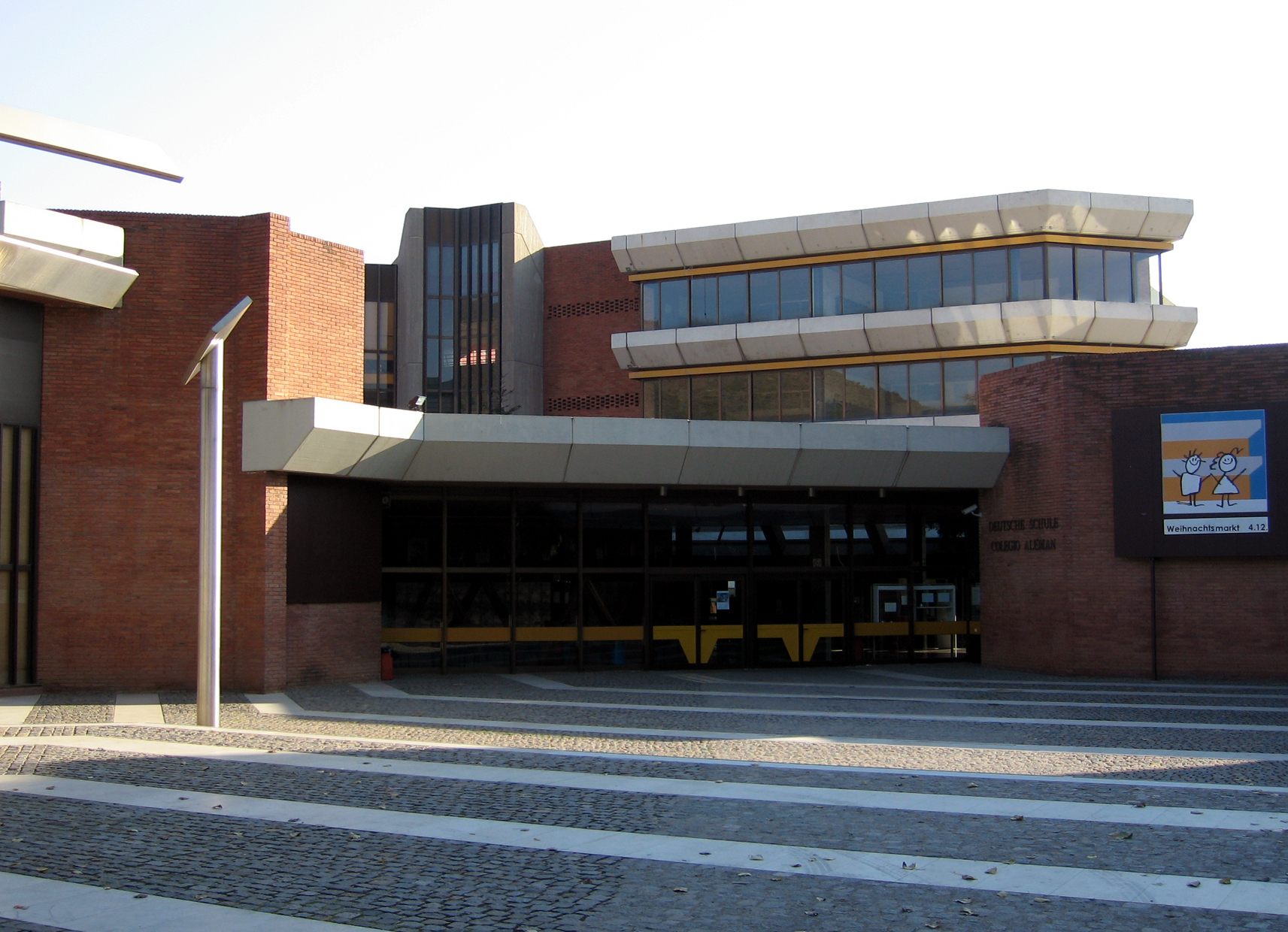
Deutsche Schule Barcelona

Peter Stahrenberg (* 9. August 1939 in Bremen; † 9. April 2020 in Braunschweig) war ein deutscher Architekt.

## Leben
Stahrenberg schloss 1966 ein Architekturstudium an der TU Braunschweig mit Diplom ab. Gemeinsam mit Hans-Joachim Pysall und Uwe Jensen gründete Stahrenberg 1971 das Architekturbüro Pysall, Jensen, Stahrenberg & Partner (ab 1983: Architekturbüros Pysall, Stahrenberg & Partner) mit Standorten in Braunschweig, Berlin und Hamburg. Das Team schuf zahlreiche Bildungs- und Verwaltungsbauten. Mit ihren räumlichen Umsetzungen zeitgenössischer pädagogischer Konzepte prägten die Architekten die bundesrepublikanische Bildungsexpansion der 1960er und 1970er Jahre und machten sich hier einen Namen. Ihre Arbeiten gelten als herausragende Bauten hoher gestalterischer Qualität.
Von 1991 bis 2003 war Stahrenberg Präsident der Architektenkammer Niedersachsen. In seine Amtszeit fiel der Kauf des Laveshauses als Sitz der Architektenkammer Niedersachsen. 1999 initiierte Stahrenberg die Lavesstiftung zur Förderung des beruflichen Nachwuchses. Die Niedersächsische Architektenkammer berief Stahrenberg zu ihrem Ehrenpräsidenten.

## Bauwerke
- 1969–1976: Deutsche Schule Barcelona, mit Hans-Joachim Pysall und Uwe Jensen[2]
- 1971–1977: Oberstufenzentrum Berlin-Wedding (später Diesterweg-Gymnasium), mit Hans-Joachim Pysall und Uwe Jensen[2][4]
- 1982: Cremonbrücke, Hamburg[5]

## Schriften
- Peter Stahrenberg (Hrsg.): Braunschweig. Architektur 19.–20. Jahrhundert, Braunschweig: Bund Deutscher Architekten, Bezirksgruppe Braunschweig, 1985, ISBN 3-9801122-0-9
- „High-tech, low-tech, ’einfach’ bauen“? Architektur und Technik im Wandel, Kongreßband zum Kongress in Hannover vom 6. bis 9. November 1996, Hannover: Constructec, 1996